# Saul Winstein
Saul Winstein (Montréal, 8 ottobre 1912 – Los Angeles, 23 novembre 1969) è stato un chimico canadese naturalizzato statunitense.

## Biografia
Saul Winstein nacque a Montréal (Canada) nel 1912. Nel 1923 si trasferì negli Stati Uniti e nel 1929 divenne cittadino statunitense. Dopo aver frequentato la Jefferson High School di Los Angeles si iscrisse alla Università della California - Los Angeles, laureandosi nel 1935. Conseguì il Ph.D. nel 1938 al California Institute of Technology. Nel 1939-40 trascorse un periodo di post-dottorato con Paul Doughty Bartlett all'Università di Harvard. Dopo un breve periodo di insegnamento all'Illinois Institute of Technology tornò all'Università della California - Los Angeles dove svolse tutta la sua carriera diventando assistente (1942), professore associato (1945) e infine professore ordinario (1947). Morì improvvisamente nel 1969 lasciando la moglie e due figli.

## Ricerche
Winstein diede importanti contributi nel campo della chimica organica fisica, introducendo o contribuendo a sviluppare molti concetti quali partecipazione del gruppo vicinale, partecipazione del solvente, omoconiugazione e omoaromaticità, coppia ionica, catione non classico. I risultati delle sue ricerche sono documentati in circa 270 articoli su riviste specializzate. Da lui ha preso il nome l'equazione di Grunwald-Winstein.

## Riconoscimenti
Winstein ricevette numerosi riconoscimenti; tra i più significativi:
- ACS Award in pure chemistry 1948;
- Membro dell'Accademia nazionale delle scienze (Stati Uniti d'America) 1955;
- Dottorato Honoris Causa dell'University of Montpellier, France, 1962;
- Membro della American Academy of Arts and Sciences 1966;
- National Medal of Science nel 1970 (postuma).